# Fornvästnordisk litteratur
Fornvästnordisk litteratur,  är huvudsakligen den litteratur som nedtecknades på det fornvästnordiska språket, företrädesvis på Island, under perioden 1100–1400. Ofta bygger denna på en äldre muntlig tradition. En del av den äldsta litteraturen anses således vara tillkommen i Norge under hednisk tid och behandlar ofta berättelser som varit bekanta över hela Norden. Även avfattningar av sådan muntlig tradition på latin brukar föras hit, liksom tämligen fria översättningar av utländska texter till det egna språket.

## Beskrivning
Den fornvästnordiska litteraturen uppmärksammas kanske framför allt genom de isländska sagorna. Litteraturen omfattas dock av så mycket mer. Fornnordisk poesi finns i form av bland annat eddadiktning, skaldediktning och så småningom även kristen diktning. Flera lagböcker är bevarade och vid sidan av dessa finns texter av historisk, religiös och mer vetenskaplig art samt åtskilliga läroböcker i diverse ämnen. Snorre Sturlassons Edda är ett exempel på det senare, riktad till (blivande) skalder. De isländska sagorna innefattar inte bara islänningasagor (ättesagor, släktsagor), utan även kungasagor (dit sagorna i exempelvis Heimskringla hör), fornaldarsagor, riddarsagor, biskopssagor, och kristna sagor – alla är heller inte isländska. Därtill skiljer man ofta ut kortare självständiga sagostumpar, s.k. tåtar (kortsagor). De sagor som är skrivna under den tid då de beskrivna händelserna ägde rum, kallas samtidssagor. Dit hör biskopssagorna och Sturlungasagan.
Den fornvästnordiska litteraturens, och framför allt sagogenrens, historiska tillförlitlighet har länge varit föremål för diskussion. En friprosateori, där den muntliga traditionen har betonats, har stått mot en bokprosateori, där ett skriftigt författarskap stått i fokus. Under den positivismens stränga era på 60- och 70-talet fick den senare stort gehör samtidigt som litteraturen som historiskt källmaterial nedvärderades. Idag har pendeln delvis svängt tillbaka till förmån för ett mer historiskt-antropologiskt synsätt.
En stor del av handskrifterna som innehåller den fornvästnordiska litteraturen ingår i Den Arnamagnæanska handskriftssamlingen och förvaras dels i Danmark dels på Island – den isländska delen kallas nu Stofnun Árna Magnússonar í íslenskum fræðum.
Ibland används den allmänna termen fornnordisk litteratur, alternativt norrön litteratur och ibland mer precisa benämningar såsom  fornisländsk respektive fornnorsk litteratur. Åtminstone under tidig medeltid är det dock mycket svårt att skilja norskt från isländskt. Under loppet av medeltiden skiljer sig emellertid det västnordiska och det östnordiska språket allt mer från varandra. Problemet med den första beteckningen är även att en litterär prosatradition av den omfattning som fanns på det västnordiska språkområdet inte bevarats i skrift på det östnordiska språkområdet. Vittnesbörd från runstenar och bildstenar liksom i tidiga krönikor avslöjar dock att en motsvarande muntlig tradition även existerat i Sverige och Danmark.

## Indelning
- Fornnordisk poesi
  - Poetiska Eddan
  - Skaldediktning
  - Eddica minora
- Sagalitteratur
  - Islänningasagor
  - Fornaldarsagor
  - Kungasagor
  - Riddarsagor
  - Samtidssagor
    - Biskopssagor
    - Sturlungasagan

  - Kristna sagor (ofta översättningar till fornnordiska från andra språk)
    - Helgonsagor (Heilagra manna sögur)
    - Apostlasagor (Postula sögur)
- Krönikor
  - Isländingaboken
  - Landnamsboken
  - Kristningssagan
- Facklitteratur
  - Snorres Edda